# Cánh đồng

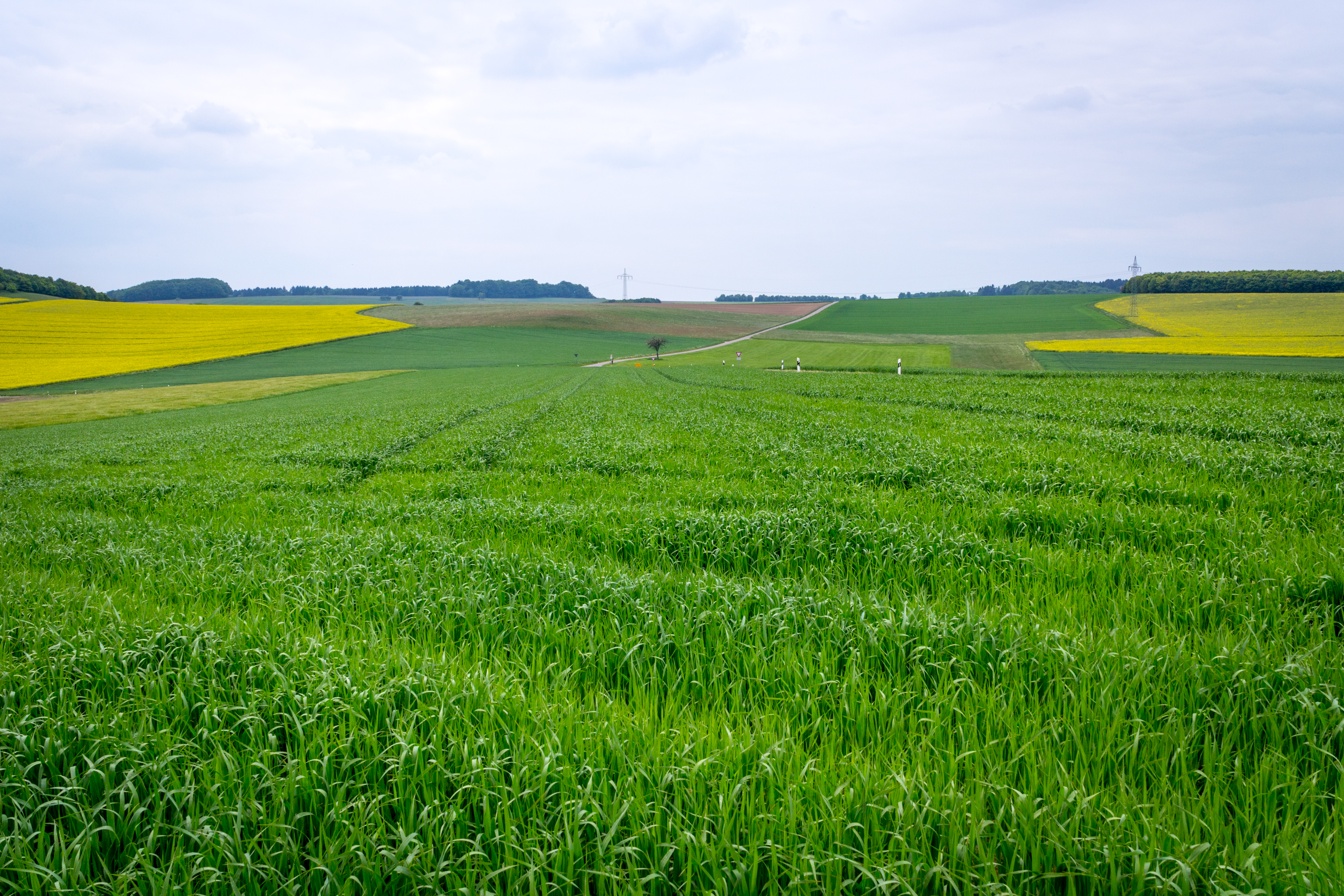
Cánh đồng

Cánh đồng là một khu vực đất đai rộng lớn ở vùng đồng quê hoặc ở khu vực ngoại ô được sử dụng trong lĩnh vực nông nghiệp để trồng trọt hoặc chăn nuôi.

## Mô tả

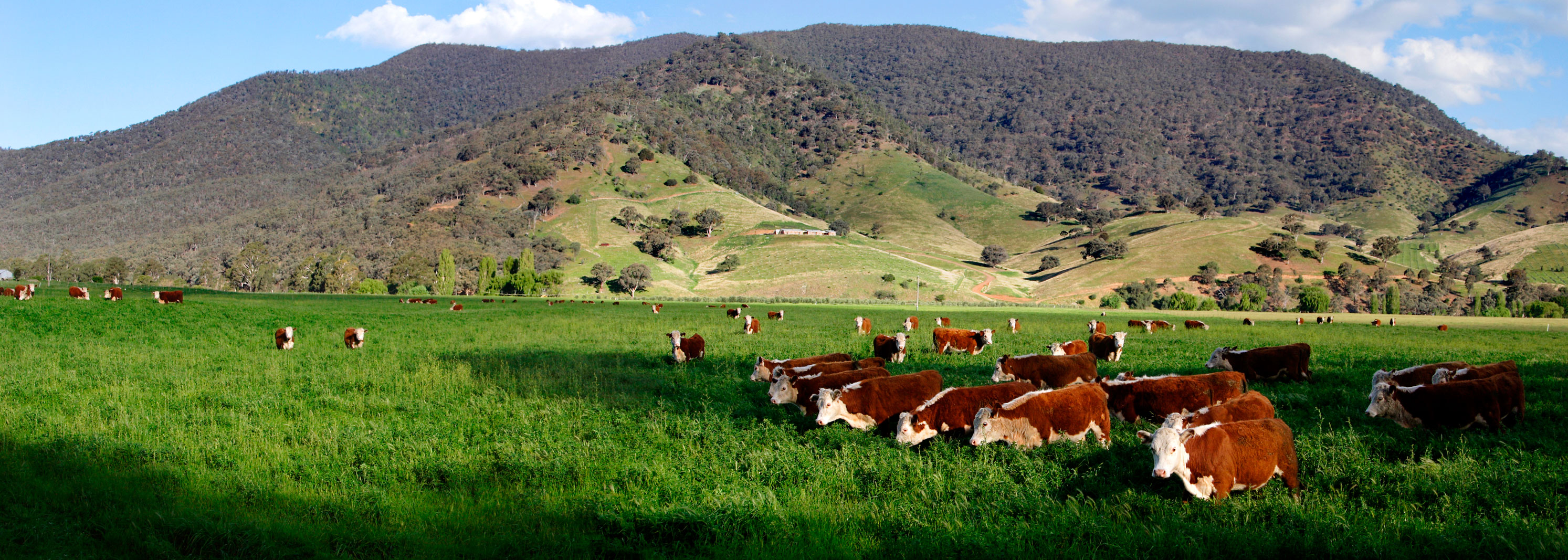
Một cánh đồng để chăn bò

Địa hình của cánh đồng thường là đồng bằng, đồng bằng xen lẫn với các con dốc thoải, hoặc các cánh đồng bậc thang trên các ngọn núi hoặc đồi. Về thổ nhưỡng, đất đai phong phú chất hữu cơ, thuận lợi cho trồng trọt.
Phạm vi cánh đồng phân chia theo các chủ đất sở hữu thường được giới hạn bởi một bờ thửa, hay mương nước. Trên các bờ thửa đắp cao thường là các hàng cây xanh. Chúng được nông dân sử dụng để tránh nắng khi nghỉ ngơi. Đối với cánh đồng lúa nước thường có các đường dẫn nước lớn nhỏ khác nhau và thông với kênh rạch bên ngoài. Ở các vùng đồng bằng châu thổ như Mekong thường niên diễn ra ngập lụt, khi mùa nước đến tất cả các cánh đồng bị nhấn chìm, chúng có tác dụng bổ sung thêm lượng phù sa và khi nước rút các cánh đồng nhận thêm chất dinh dưỡng làm tăng độ màu mỡ của đất.
Hình dạng cánh đồng ở các vùng đồng bằng nhỏ hẹp xen núi thường đa dạng, ở vùng đồng bằng châu thổ hình dạng cánh đồng thường vuông vức. Ở một số nước vùng Trung Đông hoặc khu vực miền Trung nước Mỹ phổ biến hình dạng cánh đồng tròn. Trên cánh đồng này có một trục chính đặt ở giữa để cố định hệ thống tưới xoay vòng.

## Sử dụng
Cánh đồng có thể dùng để canh tác, trồng trọt các loại ngũ cốc, như cánh đồng lúa mì, cánh đồng lúa mạch, cánh đồng khoai lang,.... Hoặc dùng chăn nuôi, với mục đích sử dụng này cánh đồng là khu vực đất phủ nhiều cỏ, thường được gọi là đồng cỏ, dùng để chăn nuôi gia súc, gia cầm. Ngoài ra, cánh đồng còn được sử dụng để trồng các sản phẩm nông nghiệp khác, như cánh đồng hoa, cánh đồng trồng hướng dương, cánh đồng sen...
Khu vực ven biển có các cánh đồng muối, với mục đích sản xuất muối biển.
Cánh đồng ở Việt Nam thường sử dụng chủ yếu cho mục đích trồng lúa nước. Với áp lực dân số ngày càng tăng, đất đai thường xảy ra tình trạng manh mún. Một số địa phương tổ chức sản xuất theo hình thức hợp tác xã nên đất đai được sử dụng theo mô hình cánh đồng lớn. Tại các quốc gia như Úc do diện tích rộng lớn, năng suất lao động lại cao nên dân số hoạt động trong lĩnh vực nông nghiệp rất ít. Do đó, cánh đồng thường có diện tích rất lớn.
Mục đích sử dụng cánh đồng có thể thay đổi theo nhu cầu kinh tế. Tại một số vùng, nông dân đào mương lên liếp trồng vườn cây ăn quả. Chuyển đổi từ làm ruộng sang làm vườn.

## Từ nguyên
Trong tiếng Hy Lạp cánh đồng được gọi là "agros" và tiếng Latin là "ager" đều dùng để chỉ về một diện tích đất trồng có ranh giới rõ ràng (hành lang). Trong khi đó ở Úc và New Zealand thì cánh đồng được gọi là "paddock" có nghĩa là nơi các gia súc gặm cỏ và là không gian để các loại gia súc như bò, cừu chạy nhảy. Ở Việt Nam, cánh đồng thường được biết đến với những cánh đồng lúa cò bay thẳng cánh được hình thành từ những thửa ruộng.